# Cessna 207
Die Cessna 207 ist ein zunächst sieben-, später achtsitziger, abgestrebter Schulterdecker des Flugzeugherstellers  Cessna mit starrem Bugradfahrwerk. Sie ist das größte einmotorige Flugzeug mit Kolbenmotor, das von Cessna gebaut wurde. Die 1969 aufgenommene Serienproduktion endete 1985. Insgesamt wurden 788 Cessna 207 hergestellt.

## Geschichte
Die Cessna 207 wurde aus der sechssitzigen Cessna 206 heraus entwickelt, um über sieben Sitze verfügen zu können (später acht). Insgesamt wurde der Rumpf der Cessna 207 gegenüber der 206 um etwa 114 cm verlängert. Der vordere Rumpf erhielt eine Verlängerung von 46 cm; hier wurde ein zusätzliches Gepäckfach untergebracht. Im hinteren Bereich wurde der Rumpf um 69 cm verlängert, um Raum für die zusätzlichen Passagiere zu schaffen.
Anfangs trug sie den Namen Skywagon (ebenso wie die Cessna 180, 185 und 206). 1978 wurde sie in Stationair 7 umbenannt und 1980 – nach der Zulassung für acht Sitze – schließlich in Stationair 8.
Der Erstflug des Prototyps erfolgte am 11. Mai 1968. Die erste Serienmaschine der 207 flog erstmals am 3. Januar 1969, die erste T207 Turbo Skywagon folgte drei Tage später.
Das Bugrad war im Vergleich zur 206 ebenso weit nach vorne gewandert wie der Propeller. Die Handhabung der Maschine beim Rollen wurde dadurch erschwert, denn der Wenderadius hatte sich durch die Änderungen am Fahrwerk vergrößert. Dagegen war das Flugzeug hinter dem unverändert angebauten Hauptfahrwerk deutlich länger geworden. Durch die hinten verringerte Bodenfreiheit wurden die Landungen schwieriger, denn um Berührungen des Flugzeughecks mit der Landebahn („Tailstrike“) zu vermeiden, darf beim Abfangen nur ein geringerer Anstellwinkel angewandt werden. Zum anderen muss bei der Reihenfolge von Beladung und Einsteigen der Passagiere sorgfältig auf den Schwerpunkt geachtet werden, damit die Maschine nicht auf den Schwanz kippt.

## Konstruktion
Die Cessna 207 ist ein einmotoriger Ganzmetallschulterdecker. Im Vorderrumpf, zwischen Cockpit und Brandschott, befindet sich ein Gepäckraum für maximal 54 kg Zuladung, der durch eine Klappe auf der rechten Rumpfseite zugänglich ist.
Die Kabine wurde direkt hinter der hinteren Flügelbefestigung um 69 cm verlängert und damit Platz für eine vierte Sitzreihe geschaffen, die mit zunächst einem, ab Baujahr 1980 mit zwei Sitzen ausgestattet ist.
Zusätzlich zu der von der Cessna 206 übernommenen zweiflügeligen großen Frachttür auf der rechten Seite wurde eine Tür neben dem Copilotensitz eingebaut. Die Maschine darf auch ohne die Frachttür geflogen werden, z. B. für Fotoflüge oder das Absetzen von Fallschirmspringern.
Das starre Dreibeinfahrwerk verfügt über ein mechanisch steuerbares Bugrad und ein hydraulisches Bremssystem. Die Landeklappen werden elektrisch angetrieben.
Als Triebwerk wird je ein luftgekühlter Sechszylinder-Boxermotor Continental IO-520-F bzw. TSIO-520-G (Turbo) mit 221 kW/300 PS verwendet. Ab 1977 erhielt die T207 den mit 228 kW/310 PS etwas stärkeren Continental TSIO-520-M. Der Motor treibt einen dreiblättrigen McCauley-Verstellpropeller mit einem Durchmesser von 2,03 m an.
Die Treibstoffkapazität beträgt 231 Liter, davon 204 Liter ausfliegbar. Als Option waren größere Tanks mit 303
Liter (276 ausfliegbar) erhältlich.

## Varianten
- 207 Skywagon (1969); Motor: Continental IO-520-F, 300 PS
- T207 Turbo Skywagon (1969); Motor: Continental TSIO-520-G, 300 PS
  - beide zugelassen am 31. Dezember 1968; maximal zulässiges Startgewicht 1724 kg; zusammen 362 gebaut[8]

- 207A Skywagon (1977), Motor unverändert
- T207A Turbo Skywagon (1977); Motor: T207 - 310 PS: Continental TSIO-520-M
  - beide zugelassen am 12. Juli 1976; zusammen 52 gebaut[9]

- 207A Stationair 7 (1978)
- T207A Turbo Stationair 7 (1978)
  - zusammen 148 gebaut[9]

- 207 Stationair 8 (1980–1985)
- T207 Turbo Stationair 8 (1980–1983)[10]
  - beide für 8 Personen zugelassen am 11. September 1979; zusammen 226 gebaut.[9]

## Nutzung
- Absetzflugzeug im Fallschirmsport
- Rundflüge
- Von kleineren Fluggesellschaften wurde die 207 häufig auf Kurzstrecken eingesetzt, auf denen die gesamte Sitzkapazität genutzt werden konnte, da die zu tankende Treibstoffmenge nicht allzu groß war. Nur wenige Cessna 207 gelangten in Privatbesitz. Bei Lufttaxi-Unternehmen und kleineren Frachtfluggesellschaften ist das Flugzeug recht populär; es wird aber in geringerem Umfang auch als Firmenflugzeug eingesetzt. Einer der größten Betreiber der Cessna 207 war Yute Air Alaska, die elf Maschinen betrieb, den Betrieb aber im März 2017 abrupt einstellte.[11][12]

- In Deutschland waren seit 1969 insgesamt 18 Cessna 207 zugelassen,[13] wovon im Jahr 2014 noch 3 aktiv waren, sowie 12 T207 (ebenfalls noch 3 aktiv).[14] Betreiber waren hierzulande u. a. Atlas Air Service,[15] Friesenflug (2001 in Sylt Air umbenannt), Luftverkehr Wilhelmshaven Friesland,[16] Milan Geoservice, OLT – Ostfriesische Lufttransport[17], Roland Air und die Firma Rheinbraun Brennstoff.[18][19]
- Militärisch genutzt wurde die Cessna 207 vom argentinischen Heer.[20]

## Technische Daten

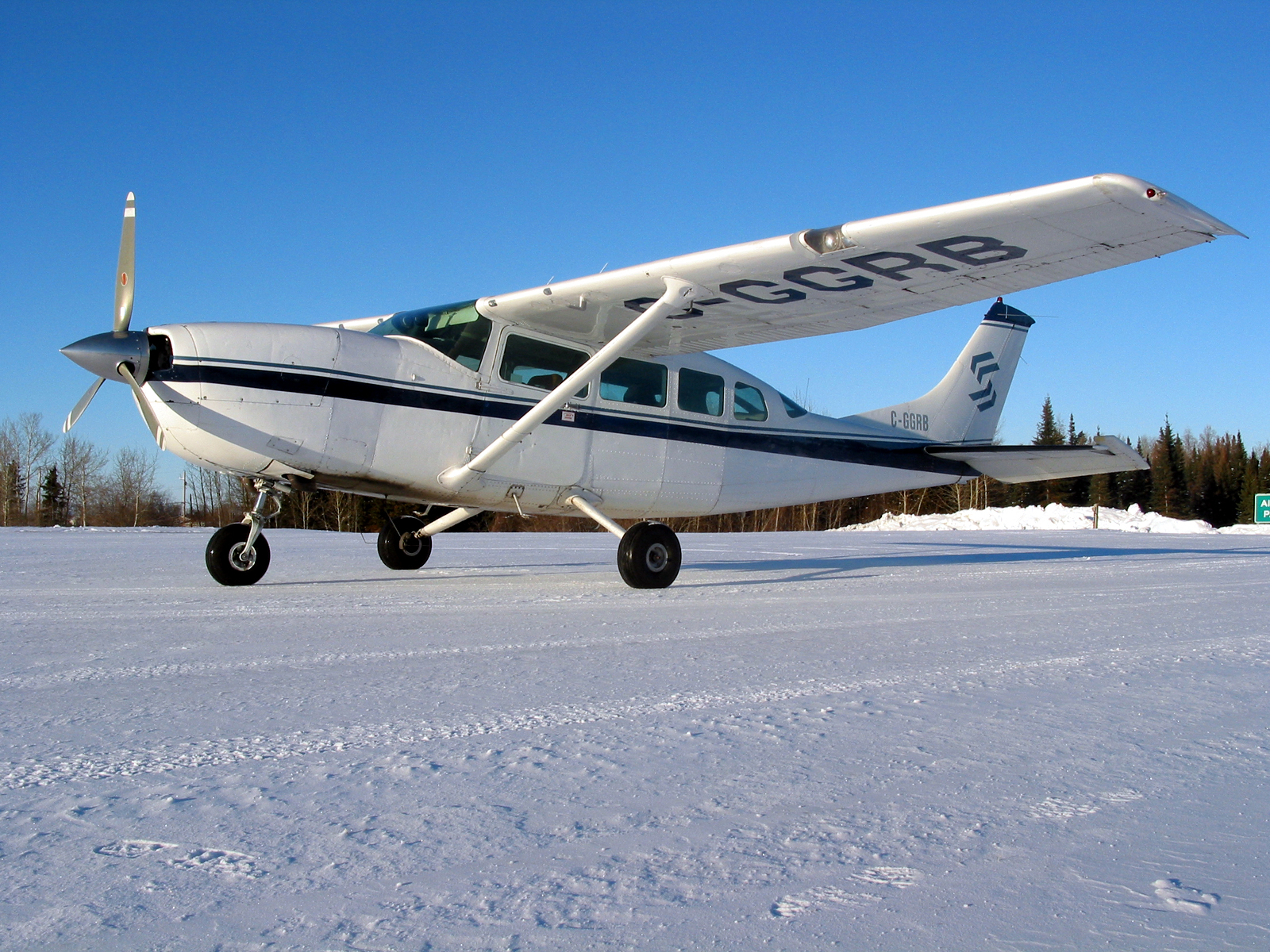
Cessna 207A im kanadischen Wintereinsatz

| Kenngröße             | Daten                                  |
| --------------------- | -------------------------------------- |
| Besatzung             | 1                                      |
| Passagiere            | 6 (7 in Stationair 8)                  |
| Länge                 | 9,80 m                                 |
| Spannweite            | 10,92 m                                |
| Höhe                  | 2,92 m                                 |
| Flügelfläche          | 16,17 m²                               |
| Flügelstreckung       | 7,46                                   |
| Leermasse             | 955 kg                                 |
| max. Startmasse       | 1724 kg                                |
| Höchstgeschwindigkeit | 337 km/h oder 182 kts                  |
| Dienstgipfelhöhe      | 6096 m oder 20.000 ft                  |
| Reichweite            | 1279 km (maximal)                      |
| Triebwerke            | 1 × Continental IO-520-F bzw. TSIO-520 |

## Vergleichbare Flugzeugtypen
- Piper PA-32 Cherokee Six